# Kiri sute gomen
Kiri sute gomen (斬り捨て御免 o 切り捨て御免 - letteralmente, "autorizzazione a tagliare e abbandonare") è un'antica espressione giapponese risalente all'epoca feudale concernente il diritto dei samurai di colpire chiunque li disonorasse.
Questo diritto era esercitabile solo in risposta ad un'offesa subita poco tempo prima da parte di una persona di rango inferiore (anche tra samurai di ranghi diversi) e non si poteva attaccare pretestuosamente: essendo questa legge intesa come una forma di autodifesa, infatti, era vietato uccidere il nemico con un coup de grâce. Il samurai che esercitava il kiri sute gomen, inoltre, doveva dimostrare di essere nel giusto altrimenti sarebbe stato severamente punito: egli infatti sarebbe stato decapitato senza poter ricorrere al seppuku mentre i suoi figli non avrebbero ereditato il casato; a dimostrazione dell'onta derivante dall'abuso di questo diritto viene riportato come molti samurai commisero seppuku prima che il verdetto di colpevolezza fosse emanato. L'esecuzione erronea di abitanti di altre province era considerato un gesto sconsiderato ed estremamente irrispettoso: per cautelarsi tramite testimoni, i samurai infatti si portavano sempre appresso dei servi.
Chi veniva accusato, ma solo tra i samurai, poteva difendersi con il proprio wakizashi, in particolare durante i conflitti tra samurai di grado maggiore e minore. Un evento particolare riguarda un certo samurai che non ricevette scuse da un cittadino qualunque ma si sentì magnanimo e gli concesse il proprio wakizashi per difendersi: costui, tuttavia, fuggì con l'arma disonorando ulteriormente il samurai, che perse il suo rango per questa ingenuità. Il samurai, comunque, riottenne l'onore dopo aver scoperto il suo ingannatore ed avergli ucciso la famiglia. 
L'espressione è usata ancora oggi nel senso di "Mi scuso in anticipo".

## Riferimenti culturali
- L'espressione è citata nel romanzo Si vive solo due volte.
- Kirisute Gomen è il titolo di un brano del gruppo heavy metal statunitense Trivium, incluso nell'album Shogun.